# Mathias Papendieck

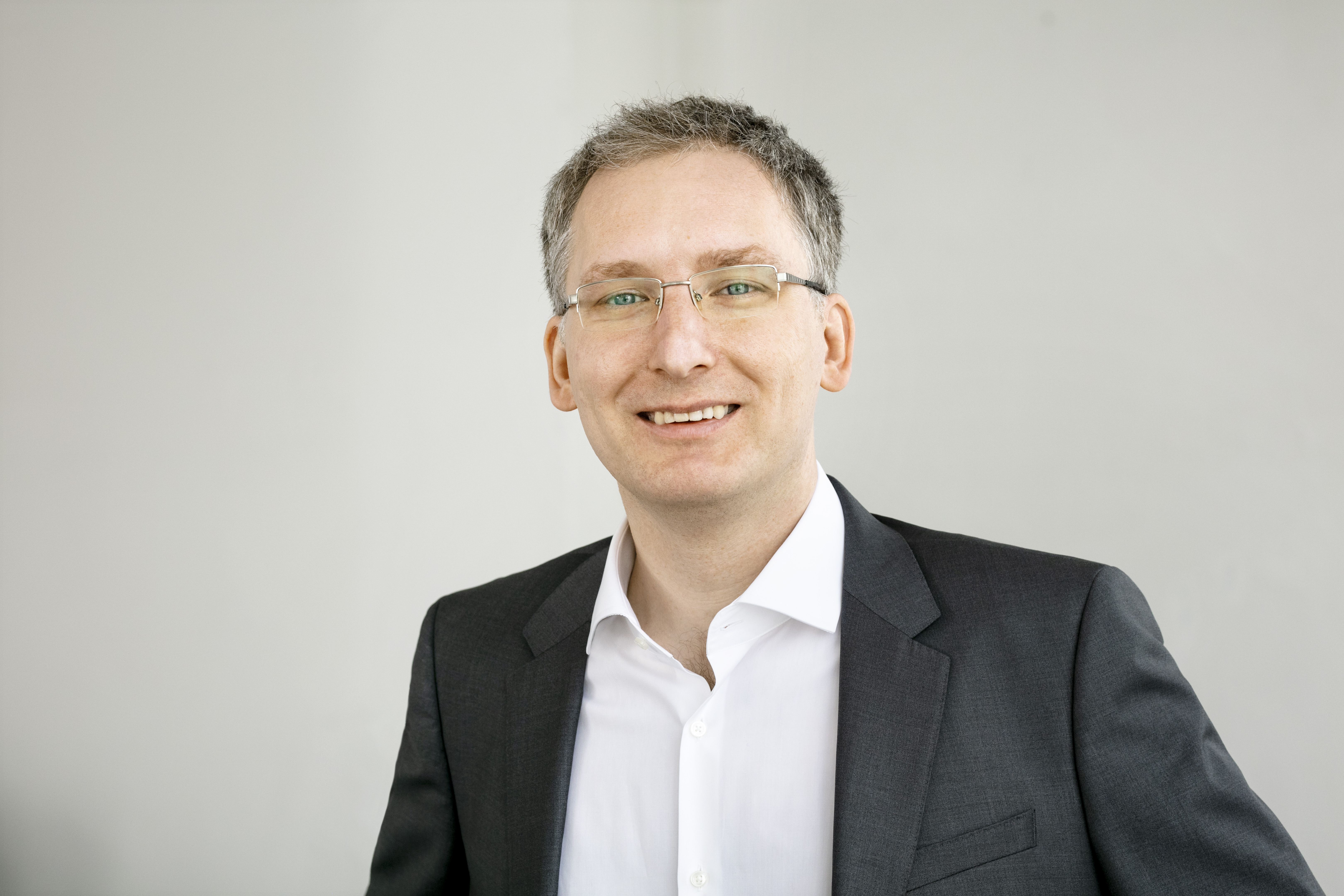
Mathias Papendieck (2021)

Mathias Papendieck (* 18. Februar 1982 in Rüdersdorf bei Berlin, Kreis Fürstenwalde, DDR) ist ein deutscher Wirtschaftsinformatiker und Politiker (SPD). Er gehörte von 2021 bis 2025 dem 20. Deutschen Bundestag an.
Zu Papendiecks zentralen Themen gehören die Infrastruktur (Verkehr, IT-Sicherheit, Digitales), die soziale Gerechtigkeit und die wirtschaftliche Zukunftsfähigkeit Deutschlands und speziell seiner Region, zu der etwa auch der Tesla-Standort Grünheide mit der Gigafactory gehört.

## Leben
Papendieck wuchs in Schöneiche bei Berlin auf, wo er bis heute lebt. Er besuchte von 1989 bis 1995 die Grundschule in der Dorfaue und von 1995 bis 1999 die Gesamtschule Schöneiche. Daran schloss sich bis 2004 eine Berufsausbildung zum Kaufmann im Einzelhandel mit der Fachrichtung „Lebensmittel“ an der Berufsschule OSZ Palmnicken in Fürstenwalde/Spree an. Zugleich legte er dort 2004 sein Fachabitur für Banken und Versicherungen ab. Von September 2004 bis August 2008 studierte Papendieck an der Hochschule für Technik und Wirtschaft Berlin (HTW) Wirtschaftsinformatik. Neben der Berufsschule machte er ab 1999 die praktische Ausbildung in einer Edeka-Filiale in Woltersdorf. Nach dem Abschluss wechselte er 2005 als Projektassistent Warenwirtschaft/EDV in die Verwaltung der Konsumgenossenschaft Königs Wusterhausen, seit 2008 ist er dort IT-Leiter und EDV-Koordinator.
Papendieck engagiert sich auch in der Gewerkschaft und ist Betriebsratsvorsitzender. Er ist verheiratet und hat ein Kind.

## Partei und kommunalpolitisches Engagement
Seit 2005 ist Papendieck Mitglied der SPD, drei Jahre später wurde er Vorstandsmitglied des SPD-Ortsvereins Schöneiche. 2017 wurde er Ortsvorsitzender der Partei.
Von 2012 bis 2014 war Papendieck „Sachkundiger Einwohner“ für den Ausschuss Wirtschaft und Finanzen. 2014 wurde er Gemeindevertreter. Dort ist er seitdem Mitglied im Ausschuss für Wirtschaft und Finanzen und war von 2014 bis 2017 Mitglied Ausschuss für Wohnungswirtschaft und Wohnungsvergaben der Gemeinde. Seit 2016 ist er auch Vorsitzender des Beirates der Schöneicher-Rüdersdorfer Straßenbahn GmbH. Zwischen 2017 und 2019 fungierte er als stellvertretender Vorsitzender der Gemeindevertretung Schöneiche, als Vorsitzender des Finanzausschusses sowie als Mitglied des Hauptausschusses. Seit 2019 ist er Mitglied des Ausschusses für Umwelt und Verkehr.
2014 zog Papendieck als Mitglied im Kreistag Oder-Spree ein und ist seitdem Mitglied im Ausschuss für Finanzen. Von 2014 bis 2019 war er zudem Mitglied im Werkausschuss KWU/Müll Eigenbetrieb. 2019 wurde er Mitglied des Kreisausschusses und ist Vorsitzender der Kreistagsfraktion der SPD.

## Bundestag
Papendieck trat 2021 im Bundestagswahlkreis 63 (Frankfurt (Oder) – Oder-Spree) als Direktkandidat an. Nachdem zunächst der AfD-Kandidat Wilko Möller in den Umfragen vorn gelegen war, konnte Papendieck im Zuge des allgemeinen Aufschwungs der SPD laut den Umfragen in der Wählergunst an diesem vorbeiziehen. Bei der Wahl konnte er sich gegen die anderen Mitbewerber klar durchsetzen und gewann das Direktmandat mit 28 % der abgegebenen Stimmen.
Bei der Bundestagswahl 2025 trat er erneut im Wahlkreis 63 als Direktkandidat an. Hierbei unterlag er allerdings mit 20,8 % der Stimmen dem Kandidaten der AfD Rainer Galla, der 38,2 % der Stimmen erhielt. Da seine Platzierung auf der Landesliste zu schlecht war, ist er nicht Teil des 21. deutschen Bundestages und kehrt in seinen alten Beruf zurück.